# Sara Montagnolli
Sara Montagnolli (* 2. Dezember 1978 in Innsbruck, Österreich) ist eine ehemalige österreichische Volleyball- und Beachvolleyball-Spielerin.

## Karriere
Montagnolli begann 1992 mit dem Volleyball in der Halle und spielte seit 1995 in der ersten Liga. Dabei wechselte sie vom Mittelblock zum Außenangriff. Zwei Jahre später (1997) begann sie mit dem Beachvolleyball und konnte bei der ersten internationalen Teilnahme bei einer Nachwuchs EM Mit Sonja Loschek den 5. Rang in Jurmala erzielen. 1999 wurde Sara Montagnolli mit Sabina Basagic sogar U-23-Vizeeuropameister und konnte somit die erste Nachuchsmedaille im Beachvolleyball für Österreich gewinnen. Sara nahm erstmals 1998 an Turnieren der Weltserie FIVB teil. Ab 2004 bildet sie ein Duo mit Sabine Swoboda. Im folgenden Jahr feierte das Team, das von dem Brasilianer Leonardo Lourenco da Silva trainiert und vom Bundesheer unterstützt wurde, erste Erfolge bei Satellite-Turnieren und gewannen in Buenos Aires. 2006 belegten Montagnolli/Swoboda den siebten Rang bei der Europameisterschaft und erreichten Top-10-Platzierungen bei den Grand Slams in Klagenfurt und Stavanger. 2007 erfolgte die Aufnahme in das Heeressportzentrum des Österreichischen Bundesheers. Neben dem neunten und fünften Rang bei den Turnieren in Berlin und in Paris verzeichneten sie 2007 einen 17. Platz bei der WM 2007 in Gstaad. 2008 wurden sie Dreizehnter bei der EM in Hamburg und qualifizierten sich für die Olympischen Spiele in Peking, aufgrund gesundheitlicher Probleme von Swoboda zog das ÖOC allerdings ihre Nominierung zurück.
Seit November 2008 spielte Sara Montagnolli mit Barbara Hansel. Das neuformierte Duo erreichte 2009 das Halbfinale beim Grand Slam in Klagenfurt, wo Montagnolli außerdem zur „wertvollsten Spielerin“ gewählt wurde, was vorher noch keinem österreichischen Spieler gelang. Im gleichen Jahr wurde das Duo österreichischer Staatsmeister.
Sara Montagnolli wurde 2009 sowie 2010 zur zweitbesten Verteidigerin der FIVB Tour gewählt (beide Male hinter Larissa Franca BRA).

### 2010
Der Start in das Jahr gelang mit einem geteilten siebten Platz bei den Brasilia Open. Nach sechs nicht sehr erfolgreichen Turnieren meldeten sich Montagnolli/Hansel bei der World Series in Marseille zurück. Hinter ihren Landsfrauen Stefanie und Doris Schwaiger belegten sie nach einem Sieg im kleinen Finale über die Niederländerinnen Keizer/Van Iersel den Bronzerang. Beim anschließenden Heimspiel in Klagenfurt kamen die beiden Österreicherinnen wieder unter die Top Vier, ein Erfolg, den sie in Polen wiederholen konnten. Bei den Europameisterschaften in Berlin unterlagen die Frauen aus der Alpenrepublik den deutschen Silbermedaillengewinnerinnen Katrin Holtwick und Ilka Semmler im Viertelfinale.

### 2011
Bei der Beachvolleyball-Europameisterschaft 2011 in Kristiansand gewannen Hansel/Montagnolli die Silbermedaille und krönten dich somit zum Vizeeuropameister.

### 2012
Im Juli 2012 beendete Montagnolli ihre Karriere nach dem FIVB Grand Slam in Klagenfurt. Mit Verena Kaiser spielte sie im August aber doch noch einmal in Stare Jabłonki und somit schloss sich der Kreis ihrer Beachvolleyball Karriere, war ja Verena Kaiser diejenige die Sara zum Beachvolleyball brachte und ihre ersten internationalen Turniere mit ihr spielte.
Sara Montagnolli war zum Zeitpunkt ihres Karriereendes Zweite in der ewigen Rangliste der am meisten gespielten FIVB-Turniere und Erste der Rangliste der am meisten gespielten CEV-Turniere. Sie nahm in ihrer Karriere an sieben Weltmeisterschaften und 13 Europameisterschaften teil und ist mit sieben Staatsmeistertiteln sowie drei Vizestaatsmeistertitlen Rekordhalterin in Österreich. Als erste professionelle Beachvolleyballerin war Sara Montagnolli eine Vorreiterin und Wegbereiterin für die gesamte österreichische Beachvolleyball-Szene. Seit ihren Bemühungen gibt es auch Damen-Plätze für Beachvolleyballteams im Bundesheer (Sabine Swoboda und Sara Montagnolli waren die ersten Frauen, die einen Spot als Sportler im Heer bekamen) – was bei den hohen Ausgaben dieses Sports benötigt wird um eine professionelle Athletin zu sein.
|      | EM                      | U-23 EM                | WM                         | OEMS |
| ---- | ----------------------- | ---------------------- | -------------------------- | ---- |
| 1997 |                         | Jurmala (EST) 5.       |                            |      |
| 1998 |                         |                        |                            | 2.   |
| 1999 | Mallorca (ESP) – 25.    | Schinias (GRE) – 2.    | Marseille (FRA) – 41.      | 1.   |
| 2000 | Bilbao (ESP) – 17.      | San Marino (ITA) – 10. |                            | 1.   |
| 2001 | Jesolo (ITA) – 17.      | Esposende (POR) – 4.   | Klagenfurt (AUT) – 33.     |      |
| 2002 | Basel (SUI) – 17.       |                        |                            |      |
| 2003 | Alanya (TUR) – 29.      |                        | Rio de Janeiro (BRA) – 33. |      |
| 2004 | Timmendorf (GER) – 19.  |                        |                            | 2.   |
| 2005 | -                       |                        | Berlin (GER) – 33.         | 1.   |
| 2006 | The Hague (NED) – 7.    |                        |                            | 1.   |
| 2007 | Valencia (ESP) – 17.    |                        | Gstaad (SUI) – 17.         | -    |
| 2008 | Hamburg (GER) – 13.     |                        |                            | 2.   |
| 2009 | Sochi (RUS) – 9.        |                        | Stavanger (NOR) – 33.      | 1.   |
| 2010 | Berlin (GER) – 5.       |                        |                            | 1.   |
| 2011 | Kristiansand (NOR) – 2. |                        | Rom (ITA) 37.              | 1.   |
| 2012 | The Hague (NED) – 9.    |                        |                            | -    |

Seit 2013 ist Sara jährlich als ORF-Expertin beim Beachvolleyball Turnier in Österreich zu sehen und ist die einzige weibliche Expertin im ORF die auch bei den männliche Athleten und Spielen analysiert und kommentiert!
Sara Montagnolli ist seit 2022 Mentorin des österreichischen Damennationalteams auf selbstständiger Basis. Nebenbei hat Sara noch ein E-Commerce Business sowie ein Coaching/Mentoring Business.
FUN FACT: Sara Montagnolli spielte zwei Saisonen bei den Red Angels in der höchsten österreichischen Eishockey-Liga mit und wurde sogar Eishockey-Staatsmeisterin.

## Privat
Montagnollis Vater Wolfgang war Hochspringer und ihre Mutter Barbara Sprinterin. Ihre ein Jahr ältere Schwester Iris betreibt einen Vintage-Laden in Innsbruck, und ihr sechs Jahre jüngerer Bruder ist professioneller Pokerspieler.
Sara Montagnolli ist seit 2019 mit der Brasilianerin Keny Minuti Marena verheiratet und war die erste offiziell getraute „Ehe für alle“ in Tirol.